# Unia Partii Prawicowych
Unia Partii Prawicowych (hebr. איחוד מפלגות הימין; Ichud Miflagot ha-Jamin)  – izraelska prawicowa koalicja wyborcza stworzona na wybory parlamentarne w kwietniu 2019 roku. W jej skład wchodziły następujące partie: Żydowski Dom, Unia Narodowa i Żydowska Siła. Liderem listy był Rafi Perec. Długoletni przewodniczący Żydowskiego Domu Naftali Bennett kandydował, bez powodzenia, z osobnej listy – Nowej Prawicy.

## Historia

### Powstanie partii
Powodem powstania Unii Partii Prawicowych był przedwyborczy apel premiera Netanjahu do środowisk religijnego syjonizmu o zjednoczenie się na jednej liście do Knesetu, tak aby zmniejszyć liczbę ugrupowań ubiegających się o głosy tego samego elektoratu. 30 stycznia 2019 roku rozpoczęły się rozmowy koalicyjne Żydowskiego Domu z Unią Narodową. 15 lutego obie partie osiągnęły porozumienie w kwestii wspólnej listy. Z kolei 20 lutego, po nieudanych wcześniej rokowaniach, członkowie Żydowskiego Domu zaakceptowali jednak wspólny start z Żydowską Siłą Micha’ela Ben-Ariego. Ugoda została zawarta po tym, jak Netanjahu obiecał w religijnym syjonistom stanowiska ministerialne w zamian za przyłączenie Żydowskiej Siły do wspólnej listy. Unia Partii Prawicowych uzyskała poparcie wielu narodowo-religijnych rabinów, w tym Zalmana Barucha Melameda.

### Wybory parlamentarne w kwietniu 2019
W wyborach parlamentarnych w kwietniu 2019 roku ugrupowanie zajęło 8 miejsce zdobywając 159 303 głosów (3,7%). Przełożyło się to na 5 mandatów w Knesecie XXI kadencji. Do parlamentu z listy koalicji weszli Rafi Perec, Moti Jogew, Idit Silman (Żydowski Dom) oraz Becalel Smotricz i Ofir Sofer (Unia Narodowa).

### Rozmowy koalicyjne
W przeprowadzonych przez prezydenta Re’uwena Riwlina konsultacjach odnośnie do rekomendacji co do obsady stanowiska szefa rządu Unia Partii Prawicowych wskazała, jak pozostałe partie prawicowe, dotychczasowego premiera Binjamina Netanjahu. Otrzymał on misję sformowania nowego rządu, a Unia Partii Prawicowych podjęła rozmowy koalicyjne z Likudem. W ich trakcie ugrupowanie wyraziło zainteresowanie Ministerstwami ds. Diaspory, Sprawiedliwości lub Edukacji. Dodatkowo Perec i Smotricz podnieśli postulat, by Netanjahu zobowiązał się do zapewnienia, iż w trakcie nowej kadencji nie dojdzie do żadnych ustępstw terytorialnych na rzecz Palestyńczyków. Zwrócili także uwagę na potrzebę zwiększenia aliji z Francji oraz zwiększenie wpływów religijnego syjonizmu w diasporze. W kwietniu 2019 roku Perec oznajmił, że Unia Partii Prawicowych będzie walczyć o dwa ostatnie ministerstwa, ponieważ ze względu na parlamentarną reprezentację religijnego syjonizmu są one mu przynależne. Z kolei Smotricz oznajmił, że jeśli ich partia nie otrzyma tych stanowisk, to żaden rząd nie powstanie.
15 kwietnia 2019 roku partie ortodoksyjne (Szas i Zjednoczony Judaizm Tory) potwierdziły, że osiągnęły porozumienie z Unią Partii Prawicowych. Była to inicjatywa Pereca, która miała na celu wypracowanie wspólnego stanowiska religijnego syjonizmu i ortodoksów w kwestii religii, państwa. Wspólny blok ma stworzyć przeciwwagę dla Awigdora Libermana (przewodniczącego partii Nasz Dom Izrael) i jego żądań w rozmowach koalicyjnych.
Rafi Perec oraz Becalel Smotricz zostali powołani 17 czerwca, przez premiera Netanjahu, w skład jego czwartego rządu. Perec został ministrem edukacji, z kolei Smotricz ministrem transportu i bezpieczeństwa drogowego oraz członkiem gabinetu. Obaj objęli stanowiska 23 czerwca.

### Kampania wyborcza i wybory wrześniowe
Przygotowania do kampanii i wyborów wrześniowych Unia Partii Prawicowych rozpoczęła od apelu o zjednoczenie obozu narodowo-religijnego w celu osiągnięcia jak najwyższego rezultatu. Towarzysząca apelowi grafika ukazuje Rafiego Pereca, Becalela Smotricza, Naftalego Bennetta i Ajjelet Szaked. Nie ma na niej jednak ani Moszego Feiglina (Zehut), ani Itamara Ben-Gewira (Żydowska Siła). Według polityków Żydowskiego Domu i Unii Narodowej, priorytetem jest najpierw podpisanie ugody pomiędzy tymi partiami, następnie dojdzie do rozmów z Nową Prawicą.
9 lipca Perec i Smotricz podpisali porozumienie o wspólnym starcie Żydowskiego Domu i Unii Narodowej we wrześniowych wyborach. Wezwali jednocześnie Naftalego Bennetta i Ajjelet Szaked do rozpoczęcia rozmów w celu utworzenia wspólnej listy.
Na początku lipca Micha’el Ben Ari i Itamar Ben-Gewir uznali, że Perec i Smotricz łamią postanowienia ich wcześniejszej umowy i chcą zmarginalizować Żydowską Siłę w ramach Zjednoczonej Prawicy. Ogłosili wyjście z koalicji i nawiązali współpracę z utworzoną przez rabina Cwiego Taua z jesziwy Har ha-Mor partią No’am. Z kolei osoby związane z Har ha-Mor zapowiedziały Perecowi, że jeśli ten zgodzi się na połączenie sił Unii Partii Prawicowych z Nową Prawicą z Bennettem i Szaked na czele, to opuszczą Żydowski Dom. Ma się to wiązać ze sprzeciwem wielu ortodoksyjnych działaczy religijnego syjonizmu na eksponowanie kobiet w polityce.
28 lipca Rafi Perec ogłosił, że w celu osiągnięcia zjednoczenia na prawicy odda pierwsze miejsce na liście Ajjelet Szaked, a Unia Partii Prawicowych stworzy wspólną listę z Nową Prawicą. Skład listy wyborczej będzie poddany dalszym negocjacjom. Naftali Bennett ogłosił jednak, że zjednoczenie będzie zabiegiem technicznym tylko na czas wyborów. Nazwa listy brzmieć będzie Zjednoczona Prawica. 12 sierpnia w Ramat Ganie odbyła się konferencja rozpoczynająca kampanię wyborczą, na której uznano koalicję Unii Partii Prawicowych i Nowej Prawicy pod nazwą Jamina.
Jamina otrzymała 7 mandatów i 260 655 głosów (5,87%). Unia Partii Prawicowych otrzymała 4 mandaty (Rafi Perec, Moti Jogew, Becalel Smotricz, Ofir Sofer). Po wyborach zadecydowano o podziale listy na dwie oddzielne partie: Nową Prawicę i Żydowski Dom-Unię Narodową (Unia Partii Prawicowych). 10 października podczas obrad Komisji Porządkowej Knesetu doszło do podziału Jaminy na Unię Narodową-Żydowski Dom i Nową Prawicę.

## Program polityczny
Opracowano na podstawie programu na stronie internetowej ugrupowania:
- Izrael jest żydowskim państwem demokratycznym, którego wartości powinny być strzeżone przez naród;
- wzmocnienie instytucji szabatu w społeczeństwie;
- wzmocnienie pozycji i kompetencji Naczelnego Rabinatu Izraela;
- działania na rzecz wzmocnienia rodziny jako podstawowej jednostki społecznej, w tym działania na rzecz poprawy pozycji i praw kobiet;
- rozwój i umacnianie stosunków z diasporą żydowską;
- działania na rzecz wzmocnienia Sił Obronnych Izraela, które są podstawowym elementem zapewniającym bezpieczeństwo i ciągłość państwa. Ugrupowanie będzie dążyć do tego, aby nadać armii bojowego ducha religijnego syjonizmu;
- Ziemia Izraela dla Ludu Izraela. Ugrupowanie będzie rozwijać osadnictwo na Negewie i w Galilei, które ma cechy przedsięwzięcia pionierskiego. Społeczności izraelskie zamieszkujące Negew i Galileę pełnią również rolę pierwszej linii obrony państwa. Partia uważa, że należy dbać o ochronę żydowskiego charakteru miast i wsi w tych regionach;
- rozwój obszarów peryferyjnych ma służyć polepszeniu sytuacji biedniejszych warstw społecznych oraz niwelowaniu różnic;
- Strefa Gazy oraz Judea i Samaria są integralnymi elementami Państwa Izrael. Partia będzie działać na rzecz rozwoju izraelskiej zwierzchności nad nimi oraz na rzecz nowego ustawodawstwa, które rozszerzy izraelską władzę nad nimi. Ugrupowanie podejmie działania na rzecz odnowienia osiedli w Gusz Katif (Strefa Gazy) i Północnej Samarii;
- partia będzie działać na rzecz rozwoju wolnego rynku w Izraelu z jednoczesną ochroną najbardziej potrzebujących. Dodatkowo podjęte zostaną działania mające na celu poprawienie sytuacji materialnej kobiet. Elementem kluczowym będzie zmniejszanie biurokracji i regulacji rynkowych;
- istotnym elementem będzie zwiększenie nakładów na edukację w celu rozwoju kompetencji izraelskiej młodzieży. Priorytetem jest także poprawa statusu szkolnictwa średniego i podstawowego niezależnie od regionu kraju;
- ugrupowanie zaproponuje programy, które poprawią sytuację młodych na rynku pracy oraz zapewni należytą opiekę nad emerytami.

## Wyniki wyborcze
| Wybory  | Liczba głosów | Rezultat | Liczba miejsc w Knesecie | Posłowie                                                                                          | Uwagi                                                                |
| ------- | ------------- | -------- | ------------------------ | ------------------------------------------------------------------------------------------------- | -------------------------------------------------------------------- |
| IV 2019 | 159 468       | 3,7%     | 5/120                    | - Żydowski Dom: Rafi Perec, Moti Jogew, Idit Silman - Unia Narodowa: Becalel Smotricz, Ofir Sofer |                                                                      |
| IX 2019 | 260 655*      | 5,87%*   | 4/120                    | - Żydowski Dom: Rafi Perec, Moti Jogew - Unia Narodowa: Becalel Smotricz, Ofir Sofer              | Jako Jamina – wspólna lista Nową Prawicą, która otrzymała 3 mandaty. |
| 2020    | 240 689*      | 5,24%*   | 3/120                    | - Żydowski Dom: Rafi Perec - Unia Narodowa: Becalel Smotricz, Ofir Sofer                          | W ramach wspólnej listy z Jaminą otrzymała 3 mandaty                 |

* Wynik dla całej listy Jamina.